# Alexander Weiß
Alexander Weiß (* 29. Januar 1987 in Titisee-Neustadt) ist ein deutscher Eishockeyspieler, der seit April 2021 bei den Krefeld Pinguine aus der DEL2 unter Vertrag steht und dort auf der Position des Centers bzw. linken Flügelstürmers spielt. Zuvor absolvierte Weiß annähernd 880 Spiele in der Deutschen Eishockey Liga (DEL), wo er mit den Eisbären Berlin insgesamt viermal die Deutsche Meisterschaft gewann. Sein jüngerer Bruder Daniel Weiß ist ebenfalls professioneller Eishockeyspieler.

## Karriere

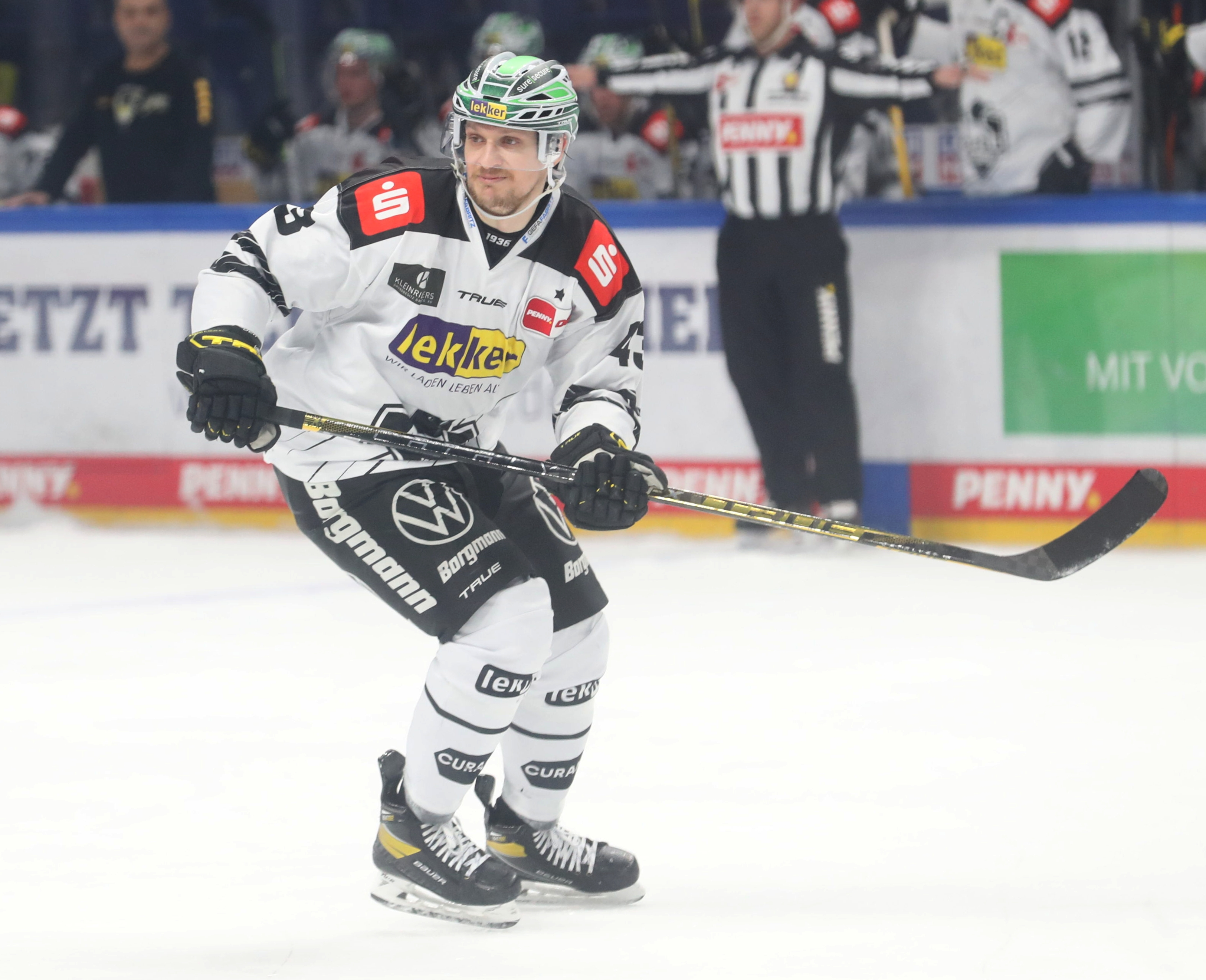
Weiß im Trikot der Krefeld Pinguine (2022)

Alexander Weiß stammt aus dem Nachwuchs des Schwenninger ERC und wechselte später zu den Eisbären Juniors Berlin, für die er 2002 seine ersten Spiele in der Deutschen Nachwuchsliga (DNL) bestritt. In der Saison 2005/06 debütierte Weiß bei den Eisbären Berlin in der Deutschen Eishockey Liga (DEL). Im selben Jahr konnte er zum ersten Mal mit den Eisbären die Deutsche Meisterschaft gewinnen. Diesen Erfolg wiederholte er mit den Eisbären in den Jahren 2008 und 2009. In der DEL-Saison 2007/08 erzielte er auch erstmals mehr als 30 Scorerpunkte für sein Team. Im Oktober 2009 erhielt er eine Förderlizenz für die Dresdner Eislöwen, den Kooperationspartner der Eisbären in der 2. Bundesliga, um nach überstandener Gehirnerschütterung in der Saisonvorbereitung Spielpraxis zu sammeln.
Nachdem er nach der Spielzeit 2010/11 erneut die Meisterschaft mit den Eisbären gewonnen hatte, jedoch von Trainer Don Jackson meist nur in der vierten Angriffsreihe eingesetzt worden war, nahm er aufgrund der besseren Perspektiven ein Angebot der Kölner Haie an. Bei den Kölnern war er fünf Spielzeiten aktiv, in denen er auf 299 DEL-Einsätze kam und 151 Scorerpunkte sammelte. In den Spielzeiten 2012/13 und 2013/14 erreichte er mit den Haien das Playoff-Finale, erzielte jeweils mehr als 30 Punkte und war in der Spielzeit 2013/14 hinter Chris Minard der punktbeste Spieler seines Vereins nach der Hauptrunde. In der Saison 2015/16 erreichte er mit seinem Team das Play-off-Halbfinale, bei dem er im entscheidenden Viertelfinalspiel gegen seinen früheren Verein Eisbären Berlin den dritten Treffer beim 3:2-Sieg erzielte.
Zur Spielzeit 2016/17 suchte sich Weiß eine neue Herausforderung und unterschrieb beim Ligakonkurrenten Grizzlys Wolfsburg einen Dreijahresvertrag, Bei den Grizzlys konnte er in seiner ersten Saison das Playoff-Finale erreichen, insgesamt war aber seine Zeit bei den Wölfen von vielen Verletzungen geprägt. Nach Ablauf der drei Jahre wechselte Weiß im März 2019 zurück in seine Heimat zu den Schwenninger Wild Wings. Für die Wild Wings erzielte er in 90 DEL-Partien 17 Tore und 17 Vorlagen, erhielt im Frühjahr 2021 keinen neuen Vertrag und wechselte zu den Krefeld Pinguinen. Mit dem Klub stieg er nach der Saison 2021/22 in die DEL2 ab.

### International
Für die deutsche U20-Nationalmannschaft war Alexander Weiß bei der U20-Junioren-Weltmeisterschaft 2007 aktiv, wo er in sechs Turnierspielen einen Treffer vorbereitete. Am Turnierende stieg er mit der Mannschaft als Neunter im Endklassement in die Division I ab.
Im Trikot der A-Nationalmannschaft bestritt er mehr als 30 Spiele und nahm für Deutschland an den Weltmeisterschaft 2014 in Belarus teil, bei der er im Spiel gegen die USA ein Tor erzielte. Darüber hinaus kam der Stürmer im Vorfeld bei den Austragungen des Deutschland Cups in den Jahren 2007, 2008, 2010 und 2013 zu Einsätzen.

## Erfolge und Auszeichnungen
| - 2006 Deutscher Meister mit den Eisbären Berlin - 2008 Deutscher Meister mit den Eisbären Berlin - 2009 Deutscher Meister mit den Eisbären Berlin - 2010 European-Trophy-Gewinn mit den Eisbären Berlin | - 2011 Deutscher Meister mit den Eisbären Berlin - 2013 Deutscher Vizemeister mit den Kölner Haien - 2014 Deutscher Vizemeister mit den Kölner Haien - 2017 Deutscher Vizemeister mit den Grizzlys Wolfsburg |

## Karrierestatistik

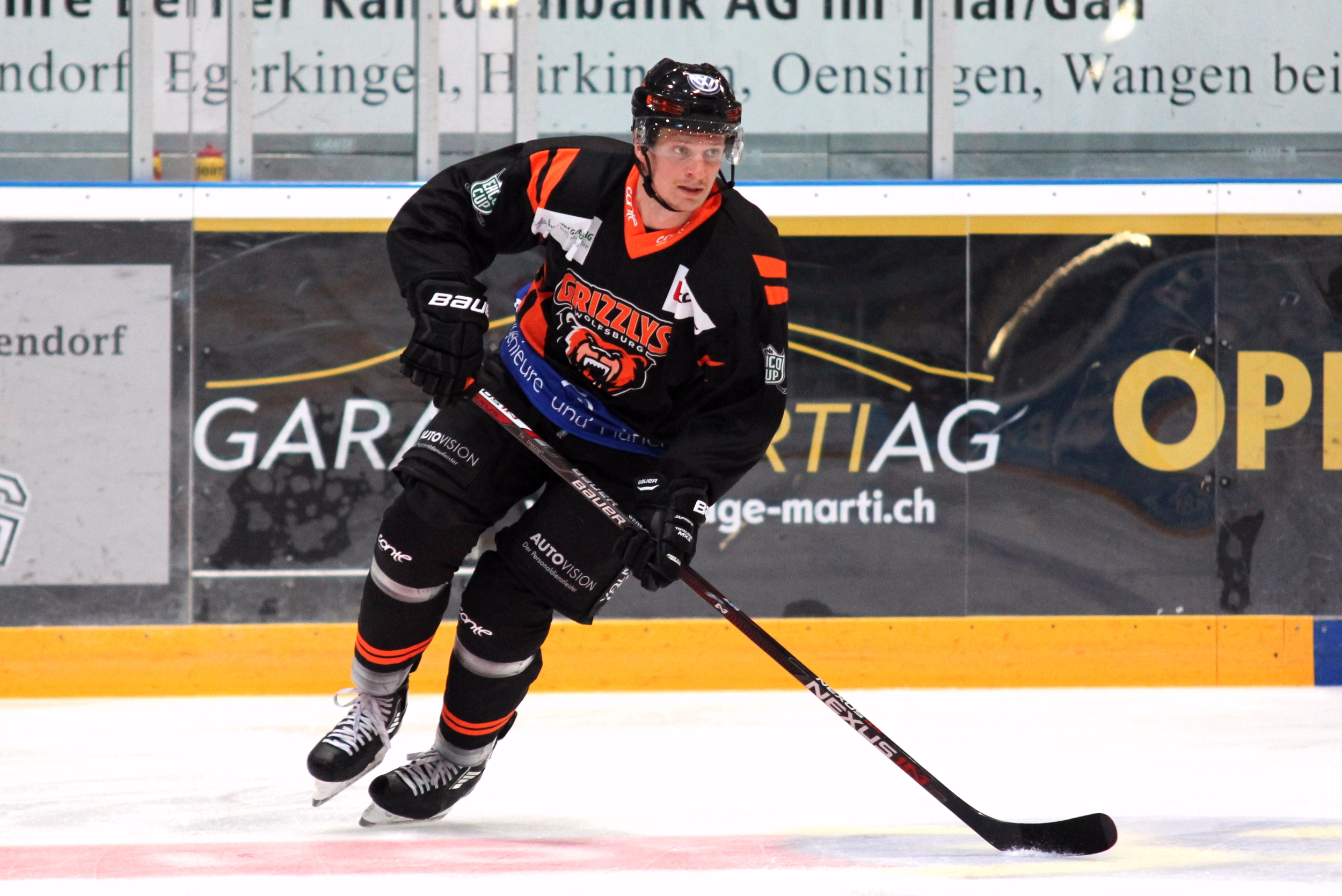
Weiß als Spieler der Grizzlys Wolfsburg (2016)

Stand: Ende der Saison 2024/25

### International
Vertrat Deutschland bei:
- U20-Junioren-Weltmeisterschaft 2007
- Weltmeisterschaft 2014

(Legende zur Spielerstatistik: Sp oder GP = absolvierte Spiele; T oder G = erzielte Tore; V oder A = erzielte Assists; Pkt oder Pts = erzielte Scorerpunkte; SM oder PIM = erhaltene Strafminuten; +/− = Plus/Minus-Bilanz; PP = erzielte Überzahltore; SH = erzielte Unterzahltore; GW = erzielte Siegtore; 1 Play-downs/Relegation; Kursiv: Statistik nicht vollständig)